# 莫西達德山脈國家公園

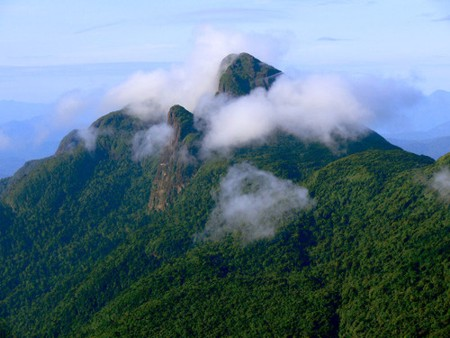

1°08′38″N 61°53′24″W / 1.144°N 61.89°W
莫西達德山脈國家公園（葡萄牙語：Parque Nacional Serra da Mocidade），是巴西的國家公園，位於該國北部朗多尼亞州和亞馬遜州，成立於1998年4月29日，佔地37.7萬公頃，覆蓋巴塞洛斯和卡拉卡拉伊地區，每年平均降雨量2,000毫米。